# ウルトラQ
『ウルトラQ』（ウルトラキュー） は、1966年（昭和41年）1月2日から7月3日まで、TBS系列で毎週日曜19時から19時30分（JST、タケダアワー枠）に全27話が放送された、円谷特技プロダクション、TBS制作の特撮テレビドラマ。ウルトラシリーズ（空想特撮シリーズ）の第1作。武田薬品工業による一社提供番組。

## 概要
万城目淳（星川航空パイロット）、戸川一平（パイロット助手）、江戸川由利子（毎日新報報道カメラマン）の主人公3人が、毎回遭遇する不可思議な事件を描く特撮SFドラマ。制作当初は、アメリカのテレビドラマ『アウター・リミッツ』（1963年制作）や『トワイライトゾーン』（1959年制作）を意識して作られた怪奇現象中心のドラマで、制作途中の方針変更で怪獣を中心としたドラマに路線変更された。本作品を起点として、後番組『ウルトラマン』に受け継がれた系譜はその後もウルトラシリーズとして、『ウルトラマン80』（1980年制作）までの作品群に続き、『ウルトラマンメビウス』（2006年制作）では同一世界の物語として描かれている。
番組フォーマットは、タイトルロゴを中CMの後のBパートの頭で流すという異例の手法が採られた。

## 登場人物
万城目 淳（）
星川航空のパイロットだが、SF作家を自称し、いつも宇宙旅行の夢ばかり追い続けている。行動力のある熱血漢で、セスナやヘリコプターを操縦し、さらにはスポーツカーを乗り回して、さまざまな怪事件の調査に乗り出す。拳銃の射撃技術は民間人でありながらプロ並みであるなど謎の部分が多い。独身。
劇中では、一平から「先輩」、由利子から「淳ちゃん」、一の谷博士および関デスクからは「万城目君」と呼ばれている。
『ウルトラQ倶楽部』では定年退職後、SF作家兼旅行会社顧問として活動している。また離婚歴を持つ。
小説『ウルトラマンメビウス アンデレスホリゾント』によると、その後SF小説家となり、パイロット時代に遭遇した事件を下敷きとしたノンフィクション作品を『ウルトラQ』の題で発表したとされている。

戸川 一平（）
星川航空の見習いパイロットで、事務所ではセスナ機との通信を担当することがある。万城目の元で働く助手で、共に怪事件の調査をする。セスナの操縦の腕はまだまだだが、ヘリコプターは「多少揺れる」がそれなりに操縦できる。三枚目でおっちょこちょいのムードメーカーだが、読書家でときどき鋭い勘を働かせる。
劇中では、万城目から「一平」、由利子および一の谷博士からは「一平君」と呼ばれている。
『ウルトラQ倶楽部』では星川航空を退社し、妻とともに神楽坂でレストランバー「ベム」を開店している。

江戸川 由利子（）
毎日新報社会部の女性カメラマン。かつ取材記者。男勝りで好奇心が強く、淳と一平とともに怪事件の調査をする。
劇中では主に「由利ちゃん」と呼ばれているが、関デスクが「江戸川君」と呼ぶこともある。
使用しているカメラは、ニコンの一眼レフカメラである。
『ウルトラQ倶楽部』では新聞社を辞めフリーカメラマンとなっている。また離婚歴を持つ。

一の谷（）博士
一の谷研究所の所長。世界的な権威を持つ学者で、万城目たち3人からは「先生」と呼ばれ、3人の良きアドバイザーとして怪事件を解決に導く。
『ウルトラマン』に登場した科学特捜隊は一の谷博士らが中心となって日本支部を立ち上げたと設定がなされ、当初はメンバーに入っていたが、PCゲーム『ウルトラ作戦 科特隊出動せよ!』の第1話「科特隊日本支部誕生」での六角村での核露怪獣ゴルドキング迎撃作戦時に無念の死を遂げた。
- 『UNBALANCE』では番組のホスト役を務める「アンバランスゾーンの男」という案もあったという。

関（）デスク
毎日新報社会部のデスク。報道に誇りを持つ仕事の鬼だが、人情家の一面もある。いつも由利子に怪事件の調査を依頼する。

本多（）助手
一の谷研究所の研究員。苦労をいとわない優秀な助手。

相馬（）記者
毎日新報の社会部記者。関デスクから怪事件の調査を頼まれるが、小心者で言い訳が多くいつも断っている。
劇中では、関デスクから「相馬君」、由利子からは「相馬ちゃん」と呼ばれている。

杉本（）カメラマン
毎日新報のカメラマン。新婚。相馬記者とともに行動する。第25話においてセスナのパイロットとともに遭難事故に遭い、死亡した。
劇中では相馬記者から「杉ちゃん」と呼ばれている。

## 登場メカニック・アイテム・その他用語
シトロネラアシッド
原始怪鳥リトラが天敵の古代怪獣ゴメスと闘う際にくちばしから放射する強酸性の溶解液。ゴメスを倒すことに成功するが、これを使うことでリトラ自身も絶命してしまう。
- 命名は脚本の千束北男（飯島敏宏）による。「アシッド」とは「酸」のことであり、書籍によっては「シトロネラ酸」とも記述される。かんきつ系の香りを持つイネ科の植物シトロネラ (citronella) あるいはそれから精製されるシトロネラ油 (citronella oil) からとられた名称。

炭酸ガス固定剤
源田博士が開発した薬品。炭酸ガスを強力に固定化して植物の炭酸同化作用を阻害するジュラン窒息死作戦に使用される。万城目がセスナで空中から散布し、地下の自衛隊による根への火炎放射と連携させ、退治に成功する。
- 梶田興治監督の発案である。企画段階では、根からアンモニア水を吸わせて退治するとされていた。

ペギミンH
南極大陸に生育する架空の苔の成分から抽出した物質。冷凍怪獣ペギラが苦手とするため、これを退治するために用いられた。コケは遭難した犬を越冬させるほどの滋養に富むが、ペギラと同環境に生息するアザラシに対しては毒物として働く。
劇中では二度に渡って使用される。南極にぺギラが出現した際はこの物質を搭載した気象観測ロケットを発射することで、東京にぺギラが飛来した際は爆薬と混合させたものを搭載したセスナ機が体当たりすることで、それぞれ撃退した。いずれの場合も効果はペギラを退治するまでには至らず、追い払うに留まっている。

ハニーゼリオン
木村重夫が伊佐山農業試験場で開発した高性能栄養剤。ローヤルゼリーの数百倍の効力を持つが、副作用により生物を巨大化させることを知っていた同僚の伊丹一郎がこの開発をねたんで故意にこの栄養剤を与えられた地蜂の巣にモグラを侵入させ、モングラーを誕生させることになる。
制作時には「ラゼリーB1」と呼称されていたが、スポンサーである武田薬品への配慮から、薬品らしさを緩和してハニーゼリオンに変更された。関連書籍では「ラゼリーBワン」の表記もある。
シナリオ準備稿では「キムラ・スーパー・ゼリー」。

ネオニュートロン液
糸魚川博士が開発した薬剤。地底怪獣パゴスの体細胞を風化させる作用を持つことからミサイルの弾頭に搭載され、パゴスへの攻撃に使用された。ニュートロンは中性子を表す英語 "neutron" から。

Kミニオード
神田博士が発明製作した電子素子の一種。Xチャンネル光波を放射させる主要部品となる。当初、神田博士が工場に試作させたKミニオードが彼の失踪後に見つかり、ケムール人への攻撃に使用される。東京タワーに取り付けられ、発信された光波でケムール人を倒した。「オード」は、ダイオード (diode) などに見られる電子工学で電極を意味する接尾辞「-ode」から。

青葉くるみ
旧日本軍が衰弱した兵士に服用させたという体力増強剤。大量に摂取すると、副作用で甲状腺ホルモンに異常をきたし、身体の急激な成長を促す。野猿研究所へ忍び込んだクモザルのゴローは300個も食べてしまい、50メートルの巨猿と化した。
- 制作時には「ヘリプロン結晶G」と呼称されていたが、「ラゼリーB1」と同様にスポンサーである武田薬品への配慮から、薬品らしさを緩和して青葉くるみに変更され、一部関連シーンが再撮影された。中城健の漫画版では、「ヘリプロン結晶G」、関連書籍では「ヘリプトロンG」と記載されている。

チルソナイト
三国山脈の弓ヶ谷に落下した隕石（ガラダマ）の材質。一の谷博士の研究メンバーの調査結果では、リビア砂漠で発見された隕石と同種類のもので、非常な高熱によって溶解された珪酸アルミニウムの一種にしてガラス状結晶体である。金属物質のようで非常に軽いが、超硬質であるためにグラインダーを使って分解しようとしても、歯が立たない。ダムに落下した巨大なガラダマの材質も、同種の物質であった。
『ウルトラセブン』第2話「緑の恐怖」では、ワイアール星人が用いた金属塊の材質として、ワイアール星から産出される「チルソナイト808」が登場した。なお、円谷プロのエイプリルフールネタでは、チルソナイトは合金、チルソナイト808は金属であるとされていた。
また、小説『ウルトラマンメビウス アンデレスホリゾント』では、シャプレー星人が用いるシャプレー・ブローチは、チルソナイトを含む合金製だとされている。

電波遮蔽網
東南大学物理学教室において、一の谷博士の研究メンバーが開発した鳥籠のような形をした特殊な網。これを被せるとチルソナイトの隕石（ガラダマ）から発するガラモンの誘導電波を遮断する。誘導電波が遮断されるとガラモンは動きが緩慢になり、やがて口から液体を吐き動かなくなる。続編「ガラモンの逆襲」では、折りたたんで携帯できるよう、シート状に改良された。

S13地区
政府の人口過密対策「1/8計画」で、街も人間も1/8に縮小されたモデル都市だが、実際はこの話自体が由利子の夢の話であるため、実在しない。

熱原子X線
一の谷博士が開発した、熱原子を応用して強力な高エネルギー光線を放射する装置。数千万オングストロームの熱原子を含んでいる。猛獣なら一撃だが、元々人間である巨人こと浩二に対しては本人を殺しかねないリスクがある。一の谷博士は巨人になった原因の巨大なモルフォ蝶の毒素だけを分解し、浩二を元の体に戻すことに成功した。
- 企画段階の『UNBALANCE』の脚本では、元に戻らずに絶命する予定だった。

アランカ帝国
「ゴーガの像」の言い伝えに出てくる古代国家。6,000年前、一夜にしてゴーガによって滅亡した。

超特急列車「いなづま号」
20世紀最後の弾丸列車。報道関係者を招いた試運転の最中、車内で突然細胞分裂を起こして急成長した人工生命M1号に運転室を乗っ取られ、暴走する。
最高時速450キロメートルを誇る世界最後の超特急で、人工頭脳と「JFOME」というユニットによって自動制御され、新東京駅 - 北九州駅間を3時間で走破する。全コースの5分の4が山地を掘り抜いたトンネルであることから、別名「地底超特急」とも呼ばれる。車両は機関車と客車の2両編成で、機関車には高速運転用と思われるカナード翼やロケットエンジンを装備している他、特殊物品輸送用の特殊合金製保管ロッカーも備わっており、客車には車掌室や2人用個室が並ぶ客室が設けられている。また、客車内の車掌室には機関車切り離し用のレバーがある他、万一の事態に備えて終点の北九州駅には80%の確率で最高時速のいなづま号を受け止められる巨大な車止めが用意されている。
- 番組制作当時、日本に超特急と称される路線はまだ東海道新幹線しか存在しておらず、新大阪駅から先の山陽新幹線（岡山駅までの第一期工事）は用地買収や整地作業の段階だったので、東京から福岡県まで乗り換え無しの1本で移動できる超特急は夢物語でしかなかった。
- 新東京駅のセットは、後に『ウルトラマン』の科学センターに流用された。
- 小説『ウルトラマン VOL.1 ゴールドラッシュ作戦』には、木曽 - 飛騨間の地底に作られたリニア実験線のテスト用車両として「ULTRA INAZUMA」という車両が登場している。
- 漫画『大怪獣バトル ウルトラアドベンチャー』には、いなづま号の後継車両が登場している。

宇宙ロケット
日本の宇宙開発局が半年前に打ち上げた火星探査機。火星表面の写真撮影を行う予定だったが、送信機の故障によって交信を絶ち、火星の地表に激突した。その後、ナメゴンの卵を入れられたカプセルが、火星の知的生命体によって人類の宇宙開発への警告として地球に送り返される。

サタン1号
土星探査を目的とした有人宇宙船。地球への帰還途中に宇宙胞子の状態で取りついたバルンガに全エネルギーを吸い取られ、大気圏突入の際に逆推進ロケットが停止してしまい、パイロットである奈良丸明彦の息子の「風船だ！」という叫びを残して地球に墜落する。

超音速旅客機
無尾翼四発の国産超音速ジェット旅客機。デルタ翼と鋭角的な機体が特徴。そのエンジン推力は怪獣を吹き飛ばすほど。就航したばかりだが、すでに香港 - 羽田間のルートが就航が開始している。万城目や戸川らが搭乗していた超音速旅客機の206便が東京上空でトドラが発生させた乱気流に飲み込まれ、異次元空間に迷い込んでしまう。
- 異次元空間に入り込むシーンは、ミニチュアを洗濯機の渦の中に入れて撮影している。万城目役の佐原健二は、スタッフが撮り方に苦慮していたところ円谷英二が方法をアドバイスしていたと証言している。

日本沈没説
第20話で石井博士が提唱した、大規模な地殻の変動により、近い将来に日本列島のほとんどが海面下に没するという学説。あまりにも突飛なので誰にも信じてもらえず、石井博士は学界からも異端児扱いされていた。しかし、石井博士が調査・研究のために在住していた岩根島だけはたった1日で沈み、学説はまんざらでたらめではないことが立証される。

理想の世界
第28話で会社員の沢村正吉が迷い込みかけた世界。時間と空間を超越した異次元に存在しており、どこまでも下っていくエレベーターで1年以上前にこの世界に到達したSF作家の友野健二は、すでに何世代もの先住者たちと同じく何の苦しみも味わわずに済むこの世界に居住しながら、仕事を続けている。現実の世界とは前述のエレベーターや異次元列車などを介してつながっているらしく、現実の世界からは掛けられないが短波による電話も通じている。現実の世界に残された友野の家族は、彼がこの世界から送る原稿のおかげで生活できている。異次元列車に乗った沢村は途中で降車を願わなければ、この世界へ到達できるはずであった。

## キャスト

### レギュラー・準レギュラー
- 万城目淳 - 佐原健二（第1 - 14・16 - 28話）
- 戸川一平 - 西條康彦[注釈 16]（第1 - 4・6 - 14・16 - 28話）
- 江戸川由利子 - 桜井浩子[注釈 17]（第1 - 4・6 - 14・16 - 28話）
- 一の谷博士 - 江川宇礼雄（第3・4・8・12・13・22・25・27・28話）
- 関デスク - 田島義文（第1 - 3・11・14・17・19・20・22 - 25[注釈 18]話）
- 本多助手 - 岡部正（第3・25・27・28[注釈 19]話）
- 相馬記者 - 加藤春哉（第3・22・25話）
- 杉本カメラマン - 宇野晃司（第22・25話）
- ナレーション - 石坂浩二[注釈 20]（第6・15・21・24話以外の全話）

第15話にはレギュラーキャラは登場していない。

### ゲスト
※本作品は大変出演者が多いので、以下の基準で記す。
1. 各エピソードのキーパーソン
2. 著名な芸能人が演じる人物
3. 特撮ジャンル作品に出番の多い俳優が演じる人物
4. 著名な関係者の特別出演

記載順はクレジットに基づく。
| 俳優       | 話数 | サブタイトル       | 役名                                              | 備考                   |
| ---------- | ---- | ------------------ | ------------------------------------------------- | ---------------------- |
| 富田仲次郎 | 1    | ゴメスを倒せ!      | 東海弾丸道路・中村作業係長                        |                        |
| 山本廉     | 1    | ゴメスを倒せ!      | 東海弾丸道路建設作業員B                           |                        |
| 大村千吉   | 1    | ゴメスを倒せ!      | 東海弾丸道路建設作業員A（アル中作業員）           | クレジットは大林千吉   |
| 森野五郎   | 1    | ゴメスを倒せ!      | 金峰山洞仙寺・住職                                |                        |
| 村岡順二   | 1    | ゴメスを倒せ!      | 次郎                                              |                        |
| 関田裕     | 1    | ゴメスを倒せ!      | 作業員                                            |                        |
| 山田圭介   | 1    | ゴメスを倒せ!      | 学者B                                             |                        |
| 勝本圭一郎 | 1    | ゴメスを倒せ!      | 学者A                                             |                        |
| 江原達怡   | 1    | ゴメスを倒せ!      | 毎日新報・新田記者                                |                        |
| 小宮山清   | 1    | ゴメスを倒せ!      | 次郎の声                                          | ノンクレジット         |
| 土屋嘉男   | 2    | 五郎とゴロー       | 野猿研究所所員・小野                              | クレジットは土屋嘉雄   |
| 石田茂樹   | 2    | 五郎とゴロー       | 野猿研究所所員・松崎                              |                        |
| 谷晃       | 2    | 五郎とゴロー       | 五郎を非難する村人                                |                        |
| 桐野洋雄   | 2    | 五郎とゴロー       | 毎日新報・伊藤記者                                |                        |
| 鈴木和夫   | 2    | 五郎とゴロー       | 五郎                                              |                        |
| 二瓶正也   | 2    | 五郎とゴロー       | 牛乳運搬トラック運転手・森下                      |                        |
| 渋谷英男   | 2    | 五郎とゴロー       | 毎日新報・林記者                                  | クレジットは澁谷英雄   |
| 坪野鎌之   | 2    | 五郎とゴロー       | 巡査                                              |                        |
| 西條竜介   | 2    | 五郎とゴロー       | 武装警官・隊長                                    |                        |
| 矢野陽子   | 2    | 五郎とゴロー       | ロープウェイ・ガイド                              |                        |
| 勝部義夫   | 2    | 五郎とゴロー       | 毎日新報記者                                      | ノンクレジット         |
| 鈴木治夫   | 2    | 五郎とゴロー       | 毎日新報記者                                      | ノンクレジット         |
| 佐藤功一   | 3    | 宇宙からの贈りもの | 強盗犯                                            |                        |
| 田崎潤     | 3    | 宇宙からの贈りもの | 宇宙開発局・坂本長官                              |                        |
| 池田生二   | 3    | 宇宙からの贈りもの | 対策委員                                          | ノンクレジット         |
| 金城哲夫   | 3    | 宇宙からの贈りもの | 宇宙開発局員B                                     | カメオ出演             |
| 篠原正記   | 3    | 宇宙からの贈りもの | 大蔵島・自警団                                    | ノンクレジット         |
| 土屋詩朗   | 3    | 宇宙からの贈りもの | 宇宙開発局・山下                                  | ノンクレジット         |
| 夏木順平   | 3    | 宇宙からの贈りもの | 大蔵島・自警団員                                  | ノンクレジット         |
| 草川直也   | 3    | 宇宙からの贈りもの | オブザーバー・神田                                | ノンクレジット         |
| 西條竜介   | 3    | 宇宙からの贈りもの | 古藤                                              | ノンクレジット         |
| 高田稔     | 4    | マンモスフラワー   | 源田博士                                          |                        |
| 堺左千夫   | 4    | マンモスフラワー   | 東京広告社支配人                                  |                        |
| 中山豊     | 4    | マンモスフラワー   | 東京広告社社員                                    |                        |
| 雨宮貞子   | 4    | マンモスフラワー   | 一平のガールフレンド・三木道子                    |                        |
| 向井淳一郎 | 4    | マンモスフラワー   | 警察幹部                                          |                        |
| 津田光男   | 4    | マンモスフラワー   | 対策本部長                                        |                        |
| 丘照美     | 4    | マンモスフラワー   | 地下街の女                                        |                        |
| 岡豊       | 4    | マンモスフラワー   | 自衛官                                            |                        |
| 井上大助   | 4    | マンモスフラワー   | 警官B                                             |                        |
| 坂本晴哉   | 4    | マンモスフラワー   | 警官A                                             |                        |
| 勝部義夫   | 4    | マンモスフラワー   | 毎日新報記者                                      | ノンクレジット         |
| 古谷敏     | 4    | マンモスフラワー   | お堀の野次馬                                      | ノンクレジット         |
| 田村奈巳   | 5    | ペギラが来た!      | 南極基地越冬隊・久原羊子隊員                      | クレジットは田村奈己   |
| 松本克平   | 5    | ペギラが来た!      | 南極基地越冬隊・天田隊長                          |                        |
| 森山周一郎 | 5    | ペギラが来た!      | 南極基地越冬隊・池田隊員                          |                        |
| 伊吹徹     | 5    | ペギラが来た!      | 南極基地越冬隊・伊東隊員                          |                        |
| 黒木順     | 5    | ペギラが来た!      | 南極基地越冬隊・鈴木副隊長                        |                        |
| 石島房太郎 | 5    | ペギラが来た!      | 極地観測船「鷹丸」・富士井船長                    |                        |
| 岡豊       | 5    | ペギラが来た!      | 井上隊員                                          |                        |
| 今井和雄   | 5    | ペギラが来た!      | 隊員                                              |                        |
| 内海賢二   | 5    | ペギラが来た!      | 鈴木副隊長の声                                    | ノンクレジット         |
| 二瓶正也   | 6    | 育てよ! カメ       | 銀行ギャング・佐東                                |                        |
| 当銀長太郎 | 6    | 育てよ! カメ       | 銀行ギャング・内田                                |                        |
| 中村和夫   | 6    | 育てよ! カメ       | 浦島太郎                                          |                        |
| 大泉滉     | 6    | 育てよ! カメ       | 太郎の担任                                        |                        |
| 磯野秋雄   | 6    | 育てよ! カメ       | 太郎の父                                          |                        |
| 大友伸     | 6    | 育てよ! カメ       | 警部                                              |                        |
| 古田俊彦   | 6    | 育てよ! カメ       | 刑事                                              |                        |
| 星清子     | 6    | 育てよ! カメ       | 太郎の母                                          |                        |
| 今井和雄   | 6    | 育てよ! カメ       | 教師                                              |                        |
| 荒木保夫   | 6    | 育てよ! カメ       | 警官                                              |                        |
| 立石愛子   | 6    | 育てよ! カメ       | 乙姫                                              |                        |
| 村岡順二   | 6    | 育てよ! カメ       | 竹雄                                              | ノンクレジット         |
| 金井大     | 7    | SOS富士山          | 横山巡査                                          |                        |
| 本郷淳     | 7    | SOS富士山          | 富士火山研究所・早川技官                          |                        |
| 高嶋英志郎 | 7    | SOS富士山          | タケル                                            |                        |
| 市川和子   | 7    | SOS富士山          | タケルの姉・光子                                  |                        |
| 花房正     | 7    | SOS富士山          | 次郎                                              |                        |
| 山崎二郎   | 7    | SOS富士山          | 金太                                              |                        |
| 立花里美   | 7    | SOS富士山          | ソノ子                                            |                        |
| 晴乃チック | 7    | SOS富士山          | 岩石処理作業員A                                   |                        |
| 晴乃タック | 7    | SOS富士山          | 岩石処理作業員B                                   |                        |
| 沢井桂子   | 8    | 甘い蜜の恐怖       | 長谷川愛子                                        |                        |
| 黒部進     | 8    | 甘い蜜の恐怖       | 木村重夫                                          |                        |
| 岩下浩     | 8    | 甘い蜜の恐怖       | 伊丹一郎                                          |                        |
| 池田生二   | 8    | 甘い蜜の恐怖       | 吾作                                              |                        |
| 熊谷卓三   | 8    | 甘い蜜の恐怖       | 対策本部司令                                      |                        |
| 馬渕功     | 8    | 甘い蜜の恐怖       | 農民B                                             |                        |
| 草間璋夫   | 8    | 甘い蜜の恐怖       | 村の自治関係者                                    |                        |
| 篠原正記   | 8    | 甘い蜜の恐怖       | 農夫・万作                                        |                        |
| 中島春雄   | 8    | 甘い蜜の恐怖       | 県警隊長                                          | [ 注釈 21 ]            |
| 宇留木耕嗣 | 8    | 甘い蜜の恐怖       | 抗議する村人                                      |                        |
| 加藤茂雄   | 8    | 甘い蜜の恐怖       | 村人                                              |                        |
| 清水元     | 8    | 甘い蜜の恐怖       | 長谷川試験場長                                    |                        |
| 若林映子   | 9    | クモ男爵           | 今日子                                            |                        |
| 鶴賀二郎   | 9    | クモ男爵           | 竹原                                              |                        |
| 永井柳太郎 | 9    | クモ男爵           | 灯台長                                            |                        |
| 岩本弘司   | 9    | クモ男爵           | 灯台職員・竹井                                    |                        |
| 滝田裕介   | 9    | クモ男爵           | 葉山                                              |                        |
| 石川進     | 10   | 地底超特急西へ     | 新東京駅・西岡主任                                |                        |
| 塚本信夫   | 10   | 地底超特急西へ     | 相川教授                                          |                        |
| 山村哲夫   | 10   | 地底超特急西へ     | イタチ                                            |                        |
| 青柳直人   | 10   | 地底超特急西へ     | イタチの相棒・ヘチマ                              |                        |
| 奥村公延   | 10   | 地底超特急西へ     | いなづま号・小山運転士                            |                        |
| 松山照夫   | 10   | 地底超特急西へ     | 川田記者                                          |                        |
| 大塚周夫   | 10   | 地底超特急西へ     | 靴磨きの客A                                       |                        |
| 和久井節緒 | 10   | 地底超特急西へ     | 靴磨きの客B                                       | クレジットは我久井節緒 |
| 岡田光広   | 10   | 地底超特急西へ     | 乗務員D                                           |                        |
| 由木光     | 10   | 地底超特急西へ     | 乗務員B                                           |                        |
| 済藤真理   | 10   | 地底超特急西へ     | 乗務員C                                           |                        |
| 毛利幸子   | 10   | 地底超特急西へ     | 乗務員A                                           |                        |
| 矢野陽子   | 10   | 地底超特急西へ     | いなづま号・ガイド                                |                        |
| 長沢隆光   | 10   | 地底超特急西へ     | マスター                                          |                        |
| 金城哲夫   | 10   | 地底超特急西へ     | いなづま号車掌                                    | カメオ出演             |
| 中曽根雅夫 | 10   | 地底超特急西へ     | 新聞記事場面アナウンスの声 M1号（ラストのセリフ） | ノンクレジット         |
| 青野平義   | 11   | バルンガ           | 奈良丸明彦                                        |                        |
| 草川直也   | 11   | バルンガ           | 医者A                                             |                        |
| 田中志幸   | 11   | バルンガ           | 対策本部長                                        |                        |
| 鈴木治夫   | 11   | バルンガ           | 調査部係員                                        |                        |
| 永井玄哉   | 11   | バルンガ           | 警官                                              |                        |
| 井上千枝子 | 11   | バルンガ           | 老人ホームの老婆                                  |                        |
| 小沢憬子   | 11   | バルンガ           | 家政婦                                            |                        |
| 記平佳枝   | 11   | バルンガ           | 看護婦                                            |                        |
| 中江隆介   | 11   | バルンガ           | 院長                                              |                        |
| 高橋征郎   | 11   | バルンガ           | サタン1号パイロット（奈良丸明彦の息子）           |                        |
| 橘正晃     | 11   | バルンガ           | 記者A                                             |                        |
| 大塚秀男   | 11   | バルンガ           | 医者B                                             |                        |
| 勝部義夫   | 11   | バルンガ           | 東都新聞記者                                      |                        |
| 清野幸弘   | 11   | バルンガ           | 通信員                                            |                        |
| 新野悟     | 11   | バルンガ           | 通信員                                            | ノンクレジット         |
| 増岡弘     | 11   | バルンガ           | 病院の見舞い客の声                                | ノンクレジット         |
| 中山豊     | 12   | 鳥を見た           | 漁師                                              |                        |
| 日方一夫   | 12   | 鳥を見た           | 港市警・警部補                                    |                        |
| 勝本圭一郎 | 12   | 鳥を見た           | 漁師（古代船発見者）B                             |                        |
| 安芸津広   | 12   | 鳥を見た           | 年配の漁師                                        |                        |
| 坪野鎌之   | 12   | 鳥を見た           | 漁師（古代船発見者）C                             |                        |
| 神田正夫   | 12   | 鳥を見た           | 漁師（三郎の叔父）A                               |                        |
| 津沢彰秀   | 12   | 鳥を見た           | 三郎少年                                          |                        |
| 馬渕功     | 12   | 鳥を見た           | 動物園守衛A                                       |                        |
| 伊原徳     | 12   | 鳥を見た           | 飼育係                                            | ノンクレジット         |
| 満田かずほ | 12   | 鳥を見た           | 警官                                              | カメオ出演             |
| 福田豊土   | 13   | ガラダマ           | 大木先生                                          | クレジットは福田豊士   |
| 富田浩太郎 | 13   | ガラダマ           | 東南大学物理学研究室・植田                        |                        |
| 新田勝江   | 13   | ガラダマ           | 長谷先生（守の担任）                              |                        |
| 平井三般子 | 13   | ガラダマ           | 由美                                              |                        |
| 若原啓子   | 13   | ガラダマ           | 綾子                                              |                        |
| 川村和彦   | 13   | ガラダマ           | 助手A                                             |                        |
| 古山桂治   | 13   | ガラダマ           | 助手B                                             |                        |
| 辻本勝義   | 13   | ガラダマ           | 助手C                                             |                        |
| 南谷智晴   | 13   | ガラダマ           | 守（チルソナイトを発見した少年）                  |                        |
| 小林志津雄 | 13   | ガラダマ           | 武                                                | ノンクレジット         |
| 鈴木泰明   | 13   | ガラダマ           | 毎日新報記者                                      | ノンクレジット         |
| 古谷徹     | 13   | ガラダマ           | 満                                                | ノンクレジット         |
| 有馬昌彦   | 14   | 東京氷河期         | 沢村照男                                          |                        |
| 佐藤英明   | 14   | 東京氷河期         | 沢村治夫                                          |                        |
| 野本礼三   | 14   | 東京氷河期         | 毎日新報・秀山記者                                |                        |
| 杉裕之     | 14   | 東京氷河期         | 羽田管制塔・管制官                                |                        |
| 伊藤実     | 14   | 東京氷河期         | 羽田管制塔・管制官                                |                        |
| 浜田寅彦   | 15   | カネゴンの繭       | 金男の父                                          |                        |
| 渡辺文雄   | 15   | カネゴンの繭       | 中松工事監督（ヒゲおやじ）                        |                        |
| 野村昭子   | 15   | カネゴンの繭       | 金男の母                                          |                        |
| 牧よし子   | 15   | カネゴンの繭       | おたすけ教の巫女                                  |                        |
| 二瓶正也   | 15   | カネゴンの繭       | 中松工事監督の助手                                |                        |
| 神山卓三   | 15   | カネゴンの繭       | 戸野山巡査                                        |                        |
| 東美江     | 15   | カネゴンの繭       | 銀行事務員                                        |                        |
| 辻沢敏     | 15   | カネゴンの繭       | 加根田金男                                        |                        |
| 桜井俊道   | 15   | カネゴンの繭       | アキラ                                            |                        |
| 花房正     | 15   | カネゴンの繭       | 武二                                              |                        |
| 石上正己   | 15   | カネゴンの繭       | 健                                                |                        |
| 佐藤卓郎   | 15   | カネゴンの繭       | 太チン                                            |                        |
| 中島洋     | 15   | カネゴンの繭       | チビ                                              |                        |
| 麻生みつ子 | 15   | カネゴンの繭       | カネゴン / 加根田金男の声                         | ノンクレジット         |
| 小宮山清   | 15   | カネゴンの繭       | アキラの声                                        | ノンクレジット         |
| 平田昭彦   | 16   | ガラモンの逆襲     | 電波監視所・花沢主任                              |                        |
| 沼田曜一   | 16   | ガラモンの逆襲     | トラック運転手・牛山                              |                        |
| 義那道夫   | 16   | ガラモンの逆襲     | 遊星人Q                                           |                        |
| 佐田豊     | 16   | ガラモンの逆襲     | 東南大学・警備員                                  |                        |
| 桔梗恵二郎 | 16   | ガラモンの逆襲     | 機動隊隊長                                        |                        |
| 維田修二   | 16   | ガラモンの逆襲     | 電波研究所・係官A                                 |                        |
| 横井徹     | 16   | ガラモンの逆襲     | 電波研究所・係官B                                 |                        |
| 伊福部昇   | 16   | ガラモンの逆襲     | ドライブインの男                                  |                        |
| 渡辺康子   | 16   | ガラモンの逆襲     | ドライブインの女                                  |                        |
| 小林志津雄 | 16   | ガラモンの逆襲     | ツトム（トラックの中で電子頭脳を見た少年）        | クレジットは小林志津夫 |
| 篠原正記   | 16   | ガラモンの逆襲     | 牛山の同僚                                        | ノンクレジット         |
| 村上冬樹   | 17   | 1/8計画            | S13地区区長                                       |                        |
| 堺左千夫   | 17   | 1/8計画            | 1/8計画係員B                                      |                        |
| 松本染升   | 17   | 1/8計画            | 1/8計画応募者                                     |                        |
| 田中順一   | 17   | 1/8計画            | 太った男                                          |                        |
| 伊原徳     | 17   | 1/8計画            | 1/8計画応募者B                                    | ノンクレジット         |
| 金城哲夫   | 17   | 1/8計画            | 階段を駆け上がる男                                | カメオ出演             |
| 夏木順平   | 17   | 1/8計画            | S13地区・警官                                     | ノンクレジット         |
| 三田照子   | 17   | 1/8計画            | S13地区・民生委員                                 |                        |
| 城所英夫   | 18   | 虹の卵             | 糸魚川博士                                        |                        |
| 宮川洋一   | 18   | 虹の卵             | トラック運転手                                    |                        |
| 嵯峨善兵   | 18   | 虹の卵             | 原子力発電所・所長                                |                        |
| 春江ふかみ | 18   | 虹の卵             | お婆ちゃん                                        |                        |
| 白川ひかる | 18   | 虹の卵             | ピー子（批伊子）                                  |                        |
| 星紀市     | 18   | 虹の卵             | トラック運転手の助手                              |                        |
| 内野惣次郎 | 18   | 虹の卵             | ブン太                                            |                        |
| 市川久伸   | 18   | 虹の卵             | 青チン                                            |                        |
| 大久保隆司 | 18   | 虹の卵             | キー坊                                            |                        |
| 江原一成   | 18   | 虹の卵             | 強                                                |                        |
| 中原純子   | 18   | 虹の卵             | のん子                                            |                        |
| 郷田いつ子 | 18   | 虹の卵             | ミドリ                                            |                        |
| 鳥海透     | 18   | 虹の卵             | チビ                                              |                        |
| 小林昭二   | 19   | 2020年の挑戦       | 天野二等空佐                                      |                        |
| 柳谷寛     | 19   | 2020年の挑戦       | 宇田川刑事                                        |                        |
| 高峰竜三   | 19   | 2020年の挑戦       | 航空自衛隊幕僚                                    |                        |
| 土屋靖雄   | 19   | 2020年の挑戦       | 毎日新報・友田記者                                | クレジットは土屋靖男   |
| 石間健史   | 19   | 2020年の挑戦       | プール端の男                                      |                        |
| 中田啓子   | 19   | 2020年の挑戦       | 淑女                                              |                        |
| 暮林修     | 19   | 2020年の挑戦       | 渡辺カメラマン                                    |                        |
| 真木みさ   | 19   | 2020年の挑戦       | ゴーカートのモデル                                |                        |
| 珠めぐみ   | 20   | 海底原人ラゴン     | 石井文子（石井博士の妹）                          |                        |
| 石崎二郎   | 20   | 海底原人ラゴン     | 石井博士                                          |                        |
| 笹川恵三   | 20   | 海底原人ラゴン     | 高山漁業組合長                                    |                        |
| 勝部演之   | 20   | 海底原人ラゴン     | 漁師・川崎                                        | クレジットでは勝部寅之 |
| 江幡高志   | 20   | 海底原人ラゴン     | 酔漢・立花（ラゴンに襲われる漁師）                |                        |
| 黒沢年男   | 20   | 海底原人ラゴン     | 漁師・利夫                                        | クレジットは黒沢年夫   |
| 加藤隆     | 20   | 海底原人ラゴン     | 健三                                              |                        |
| 坪野鎌之   | 20   | 海底原人ラゴン     | 林巡査                                            |                        |
| 山村哲夫   | 20   | 海底原人ラゴン     | 漁師町の少年                                      | ノンクレジット         |
| 水木恵子   | 21   | 宇宙指令M774       | 一条貴世美（ルパーツ星人ゼミ）                    |                        |
| 小美野欣二 | 21   | 宇宙指令M774       | 巡視船「ねぎし」大木航海士                        |                        |
| 藤田進     | 21   | 宇宙指令M774       | 巡視船「ねぎし」松田船長                          |                        |
| 多田幸雄   | 21   | 宇宙指令M774       | 宮本航海士                                        |                        |
| 山崎洋     | 21   | 宇宙指令M774       | 星川航空パイロット                                |                        |
| 野村浩三   | 22   | 変身               | 浩二（巨人）                                      |                        |
| 中真千子   | 22   | 変身               | あや子（浩二の婚約者）                            |                        |
| 生方壮二   | 22   | 変身               | 警官隊隊長                                        |                        |
| 大西康雅   | 22   | 変身               | 村人B                                             |                        |
| 小松英三郎 | 22   | 変身               | 毎日新報の記者                                    |                        |
| 廣田新二郎 | 22   | 変身               | 村人A                                             |                        |
| 久保明     | 23   | 南海の怒り         | 雄三                                              |                        |
| 高橋紀子   | 23   | 南海の怒り         | アニタ                                            |                        |
| 石田茂樹   | 23   | 南海の怒り         | コンパス島酋長                                    |                        |
| 上田忠好   | 23   | 南海の怒り         | 通訳・南                                          |                        |
| 和沢昌治   | 23   | 南海の怒り         | 雄三の父（第五太平丸船長）                        |                        |
| 高木弘     | 23   | 南海の怒り         | ジラー                                            |                        |
| 伊吹新     | 23   | 南海の怒り         | コンパス島の男                                    |                        |
| 池田宏     | 23   | 南海の怒り         | タラー                                            |                        |
| 荒木保夫   | 23   | 南海の怒り         | 第五大平丸船員                                    | ノンクレジット         |
| 鈴木泰明   | 23   | 南海の怒り         | 毎日新報記者                                      | ノンクレジット         |
| 松下達夫   | 24   | ゴーガの像         | 岩倉孫一郎（国際密輸団のボス）                    |                        |
| 笠間雪雄   | 24   | ゴーガの像         | タミの父・瀬川大使                                |                        |
| 田原久子   | 24   | ゴーガの像         | アリーン / リャン・ミン（暗号名＝A3）             |                        |
| 山県玲子   | 24   | ゴーガの像         | タミ                                              |                        |
| 佐乃美子   | 24   | ゴーガの像         | 瀬川正子                                          |                        |
| 入江正徳   | 24   | ゴーガの像         | 対策本部・早田                                    |                        |
| 相沢治夫   | 24   | ゴーガの像         | 対策本部長・大野                                  |                        |
| 山崎洋     | 24   | ゴーガの像         | N2                                                |                        |
| 日恵野晃   | 24   | ゴーガの像         | ゼロ                                              |                        |
| 渡真二     | 24   | ゴーガの像         | 熊                                                |                        |
| 古谷敏     | 24   | ゴーガの像         | 岩倉の部下・蜂                                    | ノンクレジット         |
| 山谷初男   | 24   | ゴーガの像         | 岩倉の部下・猫                                    | ノンクレジット         |
| 小杉義男   | 25   | 悪魔ッ子           | 魔術師・赤沼                                      |                        |
| 坂部紀子   | 25   | 悪魔ッ子           | リリー                                            |                        |
| 宮田芳子   | 25   | 悪魔ッ子           | 刀の曲芸師・珍                                    |                        |
| 権藤幸彦   | 25   | 悪魔ッ子           | トラック運転手                                    |                        |
| 河辺昌義   | 25   | 悪魔ッ子           | ドライバー                                        |                        |
| 須田準之助 | 25   | 悪魔ッ子           | 赤沼魔術団・団員（鏡の前の男）                    |                        |
| 荒木保夫   | 25   | 悪魔ッ子           | 警備員                                            |                        |
| 工藤堅太郎 | 26   | 燃えろ栄光         | 相川（ダイナマイト）ジョー                        |                        |
| 穂積隆信   | 26   | 燃えろ栄光         | ビル大山                                          |                        |
| 武藤英司   | 26   | 燃えろ栄光         | 奥井林太郎プロモーター                            |                        |
| 羽佐間道夫 | 26   | 燃えろ栄光         | 実況アナウンサー                                  |                        |
| 森川公也   | 26   | 燃えろ栄光         | スポーツ記者                                      |                        |
| 桐野洋雄   | 27   | 206便消滅す        | オリオンの竜                                      | 劇中ではオリオン太郎   |
| 大前亘     | 27   | 206便消滅す        | 乗客A                                             |                        |
| 八代美紀   | 27   | 206便消滅す        | 206便スチュワーデス・木村英子                     |                        |
| 緒方燐作   | 27   | 206便消滅す        | 206便・中村副操縦士                               |                        |
| 鈴木治夫   | 27   | 206便消滅す        | オリオンの竜を護送中の刑事                        |                        |
| 伊藤実     | 27   | 206便消滅す        | 羽田管制塔・管制官                                |                        |
| 山田圭介   | 27   | 206便消滅す        | 乗客B                                             |                        |
| 古河秀樹   | 27   | 206便消滅す        | 管制官                                            |                        |
| 小泉博     | 27   | 206便消滅す        | 羽田管制塔・金子主任                              |                        |
| 伊藤久哉   | 27   | 206便消滅す        | 206便・飯島機長                                   |                        |
| 柳谷寛     | 28   | あけてくれ!        | 沢村正吉                                          |                        |
| 東郷晴子   | 28   | あけてくれ!        | 沢村トミ子                                        |                        |
| 天本英世   | 28   | あけてくれ!        | SF作家・友野健二                                  |                        |
| 佐田豊     | 28   | あけてくれ!        | 沢村の上司                                        |                        |
| 石田茂樹   | 28   | あけてくれ!        | 警視庁公安課・瀬川主任                            |                        |
| 堤康久     | 28   | あけてくれ!        | 異次元列車・車掌                                  |                        |
| 森今日子   | 28   | あけてくれ!        | 友野家の家政婦・松代                              |                        |
| 草間璋夫   | 28   | あけてくれ!        | 千葉（異次元列車乗客）                            |                        |
| 東静子     | 28   | あけてくれ!        | 婦人（異次元列車乗客）                            |                        |
| 古河秀樹   | 28   | あけてくれ!        | 村田（異次元列車乗客）                            |                        |
| 佐々容子   | 28   | あけてくれ!        | 沢村の娘・恵子                                    |                        |
| 奥村公延   | 28   | あけてくれ!        | アマチュアカメラマン                              | ノンクレジット         |

### スーツアクター
- ゴメス（第1話）[36]・パゴス（第18話）[36] - 中島春雄
- ゴロー（第2話）・ガメロン（第6話）・モングラー（第8話）・トドラ（第27話） - 福留幸夫[注釈 24]
- ペギラ（第5・14話） - 清野幸弘[注釈 25]
- ゴルゴス（第7話）[51]・M1号（第10話）[51]・カネゴン（第15話）[51]・ピーター（第26話）[51] - 中村晴吉
- ガラモン（第13・16話） - 高橋実[注釈 26]
- ケムール人（第19話）[51]・ラゴン（第20話）[51] - 古谷敏

## スタッフ
- 監修 - 円谷英二
- 製作 - 円谷英二、拵井巍（TBS）、渋沢均（TBS）

（監督、脚本、特技監督は#放送日程参照）
本編
- 原案 - 金城哲夫（第22話）、熊谷健（第25話）
- 撮影 - 内海正治、長谷川清、田島文雄
- 照明 - 小林和夫、後藤忠雄
- 美術 - 清水喜代志
- 音楽 - 宮内國郎
- 編集 - 兼子玲子、小畑長蔵、氷見正久
- 効果 - 沢田一郎（沢田効果）、知久長、西本定正（東宝ダビング）
- 録音・現像 - キヌタ・ラボラトリー、藤縄正一
- 助監督 - 満田かずほ、吉高勝之、東條昭平
- 制作担当者 - 守田康司、広岡常男、真木照夫

特殊技術
- 撮影 - 高野宏一
- 照明 - 小林哲也、堀江養助
- 美術 - 成田亨[注釈 27]、井上泰幸、石井清四郎、渡辺明
  - オープニングにはクレジットされないが、着ぐるみ造形は主に高山良策（一部で佐々木明、東宝特殊美術部）が担当。また当初、倉方茂雄が造形担当であったが、制作第14話より成田亨、高山良策の参加により機電（怪獣の眼の電飾や、口の開閉ギミックなど）担当となり、のち『ウルトラマン』では「機電 倉方茂雄」とクレジットされる。
- 光学撮影 - 中野稔
- 助監督 - 鈴木俊継、大木淳
- 撮影助手 - 佐川和夫、稲垣涌三、斎藤正則
- 制作 - TBS、円谷プロダクション

## 制作経緯
1962年春ごろより、円谷特技プロダクション（当時。初期の名称は円谷特技研究所。）の自社製作による特撮テレビ映画の初企画として、地球人に協力するアンドロメダ星雲の不定形宇宙生物の活躍を描く連続SFテレビシリーズ『WoO』がフジテレビとの提携で進められていた。また、1963年からはTBSとの間でSFアンソロジーシリーズ『UNBALANCE』の企画検討が開始された。
1964年になり、円谷特技プロ社長・円谷英二はこれらの作品を制作するにあたり、当時の世界に2台しかなかったアメリカ・オックスベリー社製の高性能光学合成機「オプチカルプリンター1200シリーズ」を独断で発注した。しかし、フジテレビとの契約調印の当日、トラブルが起こって最終的に契約の合意がなされず、『WoO』の企画そのものが流れて制作は中止となってしまう。円谷特技プロは代理店を通じてオックスベリー社にキャンセルを申し入れたが、すでに日本に向かっている最中であり、当時の価格で4,000万円の機械を、円谷特技プロが自社で購入することは不可能だった。幸い、当時TBS映画部に在籍していた円谷一の口添えで、TBSの大森直道編成局長が導入を決定し、購入を肩代わりすることになり、1964年8月には減価償却のためにこの高価な機械を生かす必要があり、まだ検討段階にあった『UNBALANCE』の1クール分の契約を締結した。TBS側としては、「世界のツブラヤ」の知名度を活かしての海外販売が前提だった。この時点での契約は1クール13本となっており、TBSは円谷特技プロの見積り通り7000万円の制作費を支給した。なお、当時の30分ものテレビ映画の制作費は1本あたり150万円が相場であり、対して『UNBALANCE』は企画時点で1本につき500万円が決まっていた。
当時、テレビ映画は映画界からの差別化の要望のために通常16mmフィルムを使用しており、テレビ局には35mmテレシネ用プロジェクターを導入できなかったが、円谷英二の「16mmのクォリティでは特撮はできない」との主張で光学合成の画質の劣化を避けるため、本編、特撮の撮影と仕上げ、編集を劇場映画用と同じ35mmフィルムで撮影し、全工程の終了後に完成したフィルムを放映用フィルムとして一般的な16mmにデュープするという手法が採られた。この破格の撮影環境に、TBS映画部より出向した監督の中川晴之助が「カネゴンの繭」でうっかり16mm撮影の調子でカメラを回し続け、他の監督から「フィルム喰いのハルゴン」とあだ名を付けられたというエピソードが残っている。次作『ウルトラマン』からは合成カットのみ35mm、それ以外は本編・特撮とも16mmで撮影する体制が採られている。撮影された35mmフィルムのネガとポジフィルムは現存しており、リマスターや商品化の際などにはマスターフィルムからのスキャンを行っている。
その後、局に提出されていたプロットを再検討し、日本SF作家クラブが再招聘され、『WoO』で予定されていた製作・撮影スタッフがそのままメンバーとしてスライドして製作が開始された。『UNBALANCE』には東宝のスタッフ・キャストが数多く集められ、放送スケジュールが未定のまま1964年9月27日から「マンモスフラワー」の皇居のお堀のロケーションの本編撮影をもってクランクインする。本邦初のSF怪奇アンソロジーとして『UNBALANCE』は5本のエピソードが12月始めにほぼ完成していた。うち「あけてくれ！」と「宇宙からの贈りもの」の2本はラッシュフィルムの状態だった。
当初、TBSのプロデューサーは渋沢均だったが、多忙なために『UNBALANCE』に集中できず、社内のいろいろなセクションが円谷特技プロに注文をつけてくる状態だったという。
上述の5本を検討し、対象視聴者層をより明確にしたいという渋沢から交代したTBSプロデューサーの栫井 巍（）の意向により、同時進行で製作されていた「マンモス・フラワー」「悪魔っ子」「変身」の3本のラッシュを見た上で視聴率を稼ぐうえでも、円谷の名を冠することから、前面に怪獣を押し出した路線への変更を迫られることになった。
番組のタイトルは、テレビシリーズのタイトルには相応しくないということから、10月末から11月始めのころにTBSの要望で『ウルトラQ』に改められた。このタイトルは、当時の東京オリンピックでの流行語「ウルトラC」をもとにTBSの編成部に所属していた岩崎嘉一が考案したもので、視聴者に「これは一体何だ？」と思わせる高難易度のクエスチョン、そして高度の特殊技術を駆使した特撮テレビ映画という二重の意味が込められている。放送前に番宣を兼ねた「番組タイトル募集スポット」が放送された経緯があった。
栫井はTBS社内での調査取材の結果、1964年暮れには「日曜夜7時からの放送が最適」と考えていたという。この時点で1965年4月の開始を予定しており、講談社の月刊誌『ぼくら』1965年3月号（「マンモスフラワー」の絵物語を掲載）には「4月からTBSのネットワークでテレビ放映予定です」と告知されている。しかし、1965年1月ごろに2本が追加受注され、2月に第2クール13本の追加制作が決まったために今しばらくの準備期間が与えられることになり、その年の暮れに放送開始が延ばされた。制作第14話から、成田亨、高山良策、野長瀬三摩地、的場徹、飯島敏宏と、後にウルトラシリーズを支えたクリエイターたちが新規に参入している。
なお、同年4月期のタケダアワーでは、その穴を埋めるかの如く、林真一郎主演の『新隠密剣士』が開始している。
講談社の月刊誌『ぼくら』1965年10月号（表紙はペギラ。「五郎とゴロー」の絵物語を掲載）には「10月はじめよりテレビ放映予定です」と告知されている。局内には、7月からの開始を推す声があったという。
そして栫井は、多額の制作費を回収するためとはいえ、スポンサーに高額な提供料を強いるのは無理だということを十分認識していた。武田薬品の番組提供費は、およそ180万円（制作費の3分の1）に落ち着いた。残りはTBSが負担することになり、制作費回収の一助となる海外輸出用の英語版の販売と商品化を推進する旨が再確認された。常に「じっくり時間をかけて全シリーズを制作してから腰を据えて放送にかけるのが諸般の事情から最高の策」という姿勢で臨み、制作現場には放送開始の遅れに対する焦りは見られなかったという。
放送開始日時が正式に決定したのは、1965年9月末のことである。放送決定を一番早く報道したのは、「内外タイムス」1965年9月30日号である。武田薬品の営業課長が試写を見て本作品を評価し、人気の低迷していた『新隠密剣士』を打ち切ってその後番組としてタケダアワーで放送されることになった。これを受けてTBSには「ウルトラ連絡協議会」（略してウ連協）が発足し、TBSとその系列局・円谷特技プロ・武田薬品・広告代理店の宣弘社が一体となって10月から大々的な宣伝作戦を展開していった。また、同年10月22日には、スポンサー関連の対応として「五郎とゴロー」のリテイク作業（登場する薬品名がヘリプロン結晶Gから青葉くるみに変更された）が行われている。
放送関係者向けの試写会が大阪で開かれた後、1965年12月25日には紹介番組『ウルトラQは怪獣の世界』が放映され、翌26日には「宇宙からの贈りもの」と「五郎とゴロー」の一般試写会がTBSホールにて開催された。
年内で番組もクランクアップし、1月半ばまでダビング作業が続けられた。
こうして1966年1月2日の19時に、本作品は放送開始された。一部のエピソードについては、本放送開始時にはまだ完成には至っておらず、1966年1月半ばまでダビング作業が行われていた。この時点では、「あけてくれ！」を含む全28本の放送が予定されていた。

## 商品化
円谷英二の方針で制作にはかなりの予算がつぎ込まれていることから、予算を捻出するためTBS管理部の岡崎潔よりキャラクター商品の開発を提案される。当時はTBSの『オバケのQ太郎』の商品が売れている時期であり、「お化け」が売れるなら「怪獣」でも商売が可能と判断された。だが、放映開始前の契約は集英社の『少年ブック』の連載のみに留まった。高視聴率で使用料率が低いとしても、商品にグロテスクな怪獣をつけられないというのが各業界の反応だった。しばらくして極東ノート、昭和ノート、マルサン商店、増田屋斎藤貿易などが商品化を申し込んだために許諾したが、岡崎は「常連はほとんどソッポを向いた」と述べており、「マンガに非ざれば、キャラクターに非ず」という当時の風潮が拒絶された原因だとしている。

## 反響
本作品は、それまで映画でしか観ることができなかった怪獣をほぼ毎週テレビで観ることができるとして人気を博し、第一次怪獣ブームの先駆けとなった。
ほとんどの放送回で視聴率30%台に乗る大人気番組となり、複数の社から発売されたレコードは初版3万枚が短期に完売するなど、最終的にはミリオンセラーを記録するヒットとなった。関連商品も好調で、本作品を商品化した各社は次作『ウルトラマン』の契約でも優遇されたほか、怪獣のソフトビニール人形（ソフビ人形）は代表的なヒット商品となる。これら関連商品の売上は、制作費を補填するに至った。
当初は児童・ファミリー層向けであったが、人気を受けて小学校高学年から中学生まで対象を拡大させた。『小学五年生』で漫画が連載されていた他、中学生雑誌（「中学一年コース 66年1月号」など）に特集が組まれるなど、人気が拡大した。
TBSは次の番組企画も円谷特技プロに依頼し、本作品の基本構成に怪獣と戦う専門の組織や巨大ヒーローなどの新基軸を付加する形で具体化させていったのが、本作品を上回る人気番組となってウルトラシリーズを今日に至る長期コンテンツたらしめた『ウルトラマン』である。ウルトラシリーズにおける本作品の位置づけとしては、劇場作品『ウルトラマンZOFFY ウルトラの戦士VS大怪獣軍団』および『ウルトラマンメビウス』において、「ウルトラマンが地球を訪れる以前、人間が自分たちの力で怪獣と戦っていた時代」と説明されている。前述の岡崎潔は厳重な機密保持のため、企画段階の『ウルトラマン』には関与できなかった。

## 後年の商品化
長期コンテンツであるウルトラシリーズの第1作として、放映終了後にさまざまな形で商品化されている。1985年に全話、全カットを収録したフィルム・ブックス ウルトラQ（全7巻・絶版）が小学館より刊行された。同年に発売されたレーザーディスク版は海外輸出を前提として作られたため、本編と字ネガ（いわゆるテロップ）は分けて制作された。そのため、本編の35ミリフィルムにはテロップがなく、当時の字ネガフイルムは行方不明（2001年のDVD版発売時に字ネガが多数発見された）だったという。そこで、画質重視から本編撮影の35ミリフィルムから起こされたノンテロップ版をメインとし、放送用16ミリフィルムのテロップ付き映像は巻末に収録するというスタイルで販売された。その後、16ミリフィルムがすべて発見されたことを受け、1993年にそれをメインにしたLDボックスが発売されたが、基本的には35ミリフィルムに放送用の16ミリフィルムのテロップを流用してつなぎ合わせたように見受けられる。
平成になってからは藤原カムイにより漫画化され、角川書店より刊行されている。
2001年に「デジタルウルトラシリーズ」第3弾としてDVDソフト化が行われた。35ミリのオリジナルネガフィルムを最新鋭のテレシネマシンにより修復し、収録当初のクリーンな映像を再現したデジタルリマスター版として収録している。音声面では、光学録音によるマスタートラックをハードディスクに取り込み、ノイズを除去するノイズリダクションにより疑似ステレオ化したうえ、アフレコ時のセリフに用いられた16ミリシネテープが発見されたことで新たにミックスダウンが施された。また、35ミリのタイトルネガフィルムが多数発見されたため、過去のものとは比較にならないほどクレジットタイトルが鮮明になっている。

### カラー化
カラー化の企画は数度検討され、1990年代前半には数分程度の試作が行われたが、その時点ではあまりにも制作費が高額になるために中止された。2009年4月1日に1日限定でニコニコ動画にて「ガラダマ」のカラー版が公開され、同年9月発売の『特撮ニュータイプ』10月号で本作品の全話カラー化を発表。放映45周年を迎えた2011年、HDリマスターおよびカラーライズ化を果たした『総天然色ウルトラQ』として、DVDとBDで発売された。カラー化の実現はデジタル映像技術の発達の賜物であり、高い質の原版の制作はハリウッドの「ポイント360」が行い、HDモノクロマスターに着色をする作業はモノクロ映画のカラー化を多数手がけているアメリカのビデオ制作会社「Legend Films」が担当した。着色されたものの中には実物と異なるもの（上野駅名板など）や、演出上・当時の撮影技術の都合により、色が変更されているものがある。第9話「クモ男爵」では、クライマックスの炎上崩壊する屋敷のシーンでセットを崩すスタッフの手が映っていたのが合成処理で修正されている。
カラー化については#映像ソフト化の節を参照。
後に『新ウルトラマン列伝』（テレビ東京系列）で本作品の怪獣が紹介される際に、このカラー版の映像が使用された。

## 放送日程
※各怪獣の詳細は「ウルトラQの登場怪獣」を参照。
| 放送回 | 制作順 | 脚本No. | 放送日           | サブタイトル       | 登場怪獣・宇宙人                                  | 脚本                                 | 特技監督 | 監督         | 視聴率          |
| ------ | ------ | ------- | ---------------- | ------------------ | ------------------------------------------------- | ------------------------------------ | -------- | ------------ | --------------- |
| 1      | 12     | 12      | 1966年 01月02日  | ゴメスを倒せ!      | - 古代怪獣ゴメス - 原始怪鳥リトラ                 | 千束北男                             | 小泉一   | 円谷一       | 32.2% （26.5%） |
| 2      | 7      | 11      | 1月09日          | 五郎とゴロー       | 巨大猿ゴロー                                      | 金城哲夫                             | 有川貞昌 | 円谷一       | 33.4% （30.9%） |
| 3      | 5      | 5       | 1月16日          | 宇宙からの贈りもの | 火星怪獣ナメゴン                                  | 金城哲夫                             | 川上景司 | 円谷一       | 34.2% （32.0%） |
| 4      | 1      | 1       | 1月23日          | マンモスフラワー   | 巨大植物ジュラン                                  | - 金城哲夫 - 梶田興治                | 川上景司 | 梶田興治     | 35.8% （33.1%） |
| 5      | 14     | 15      | 1月30日          | ペギラが来た!      | 冷凍怪獣ペギラ                                    | 山田正弘                             | 川上景司 | 野長瀬三摩地 | 34.8% （33.6%） |
| 6      | 11     | 8       | 2月06日          | 育てよ! カメ       | - 大ガメ ガメロン - 万蛇怪獣怪竜 - 乙姫           | 山田正弘                             | 小泉一   | 中川晴之助   | 31.2% （32.1%） |
| 7      | 27     | 20      | 2月13日          | SOS富士山          | 岩石怪獣ゴルゴス                                  | - 金城哲夫 - 千束北男                | 的場徹   | 飯島敏宏     | 32.5% （33.2%)  |
| 8      | 10     | 10      | 2月20日          | 甘い蜜の恐怖       | モグラ怪獣モングラー                              | 金城哲夫                             | 川上景司 | 梶田興治     | 38.5%           |
| 9      | 13     | 13      | 2月27日          | クモ男爵           | 大グモ タランチュラ                               | 金城哲夫                             | 小泉一   | 円谷一       | 32.4% （36.9%)  |
| 10     | 28     | 25      | 3月06日          | 地底超特急西へ     | 人工生命M1号                                      | - 山浦弘靖 - 千束北男                | 的場徹   | 飯島敏宏     | 32.6% （35.3%)  |
| 11     | 16     | 17      | 3月13日          | バルンガ           | 風船怪獣バルンガ                                  | 虎見邦男                             | 川上景司 | 野長瀬三摩地 | 36.8% （36.4%)  |
| 12     | 6      | 7       | 3月20日          | 鳥を見た           | 古代怪鳥ラルゲユウス                              | 山田正弘                             | 川上景司 | 中川晴之助   | 32.6% （36.2%)  |
| 13     | 17     | 27      | 3月27日          | ガラダマ           | 隕石怪獣ガラモン                                  | 金城哲夫                             | 的場徹   | 円谷一       | 35.7% （39.2%） |
| 14     | 15     | 16      | 4月03日          | 東京氷河期         | 冷凍怪獣ペギラ                                    | 山田正弘                             | 川上景司 | 野長瀬三摩地 | 36.8% （35.1%)  |
| 15     | 20     | 21      | 4月10日          | カネゴンの繭       | コイン怪獣カネゴン                                | 山田正弘                             | 的場徹   | 中川晴之助   | 28.5% （29.5%)  |
| 16     | 26     | 28      | 4月17日          | ガラモンの逆襲     | - 隕石怪獣ガラモン - 宇宙怪人セミ人間             | 金城哲夫                             | 的場徹   | 野長瀬三摩地 | 31.2% （28.0%)  |
| 17     | 8      | 9       | 4月24日          | 1/8計画            | 1/8人間                                           | 金城哲夫                             | 有川貞昌 | 円谷一       | 31.7% （31.2%） |
| 18     | 21     | 24      | 5月01日          | 虹の卵             | 地底怪獣パゴス                                    | 山田正弘                             | 有川貞昌 | 飯島敏宏     | 28.9% （30.8%)  |
| 19     | 22     | 23      | 5月08日          | 2020年の挑戦       | 誘拐怪人ケムール人                                | - 金城哲夫 - 千束北男                | 有川貞昌 | 飯島敏宏     | 28.6% （29.3%)  |
| 20     | 24     | 26      | 5月15日          | 海底原人ラゴン     | 海底原人ラゴン                                    | - 山浦弘靖 - 大伴昌司 - 野長瀬三摩地 | 的場徹   | 野長瀬三摩地 | 34.0% （32.1%)  |
| 21     | 19     | 18      | 5月22日          | 宇宙指令M774       | - キール星人 - ルパーツ星人 - 宇宙エイ ボスタング | 上原正三                             | 的場徹   | 満田かずほ   | 30.9% （30.8%)  |
| 22     | 2      | 2       | 5月29日          | 変身               | - 変身人間 巨人 - 巨蝶モルフォ蝶                  | - 北沢杏子 - 原案：金城哲夫          | 川上景司 | 梶田興治     | 26.9% （29.3%)  |
| 23     | 23     | 14      | 6月05日          | 南海の怒り         | 大ダコ スダール                                   | 金城哲夫                             | 的場徹   | 野長瀬三摩地 | 30.1% （30.7%)  |
| 24     | 25     | 22      | 6月12日          | ゴーガの像         | 貝獣ゴーガ                                        | 上原正三                             | 的場徹   | 野長瀬三摩地 | 27.0% （28.9%） |
| 25     | 3      | 3       | 6月19日          | 悪魔ッ子           | 悪魔ッ子リリー                                    | - 北沢杏子 - 原案：熊谷健            | 川上景司 | 梶田興治     | 31.5% （31.1%)  |
| 26     | 18     | 19      | 6月26日          | 燃えろ栄光         | 深海生物ピーター                                  | 千束北男                             | 的場徹   | 満田かずほ   | 30.8% （29.0%)  |
| 27     | 9      | 4       | 7月03日          | 206便消滅す        | 四次元怪獣トドラ                                  | - 山浦弘靖 - 金城哲夫 - 原案：熊谷健 | 川上景司 | 梶田興治     | 35.2% （36.4%)  |
| 28     | 4      | 6       | 本放送では未放映 | あけてくれ!        | 異次元列車                                        | 小山内美江子                         | 川上景司 | 円谷一       | 19.9%           |

- 第3話「宇宙からの贈りもの」、第17話「1/8計画」はゲスト出演者が多く、ほとんどがノンクレジットとなっている。
- 海外で放送することが前提に制作され、本編のサブタイトル・スタッフ・キャストを表示するテロップが別に制作されていた。そのため、1980年代の再放送や東映からの最初のビデオソフトの発売時には、テロップの原版がほとんど所在不明となっていたため、東映ビデオ事業部や各放送局は独自のテロップを本編に挿入していた。そういう背景により、1984年の朝日放送における再放送時、第25話「悪魔ッ子」は「悪魔っ子」と誤表記[注釈 36]で放送された。
- 栫井巍は、試写会での評判が最も高かった「宇宙からの贈りもの」を放映第1話に決めていた。しかし1965年12月上旬、円谷一監督が「無理をして脚本を書いてくれた飯島さんへの恩返しとして、「ゴメスを倒せ!」を初回に持ってきてくれないだろうか」と提案してきたという。
- 制作第1話（放送第4話）の「マンモスフラワー」は、円谷組で助監督を務めていた中野昭慶が監督を務める予定で準備が進められていたが、中野は円谷組の撮影に参加することになり、梶田興治に交代した[80]。

## 放送局
- TBS：日曜 19:00 - 19:30
- 北海道放送：日曜 19:00 - 19:30[81]
- 青森放送：木曜 18:00 - 18:30 ※1967年に放送[82]
- 岩手放送：日曜 19:00 - 19:30[81]
- 秋田放送：金曜 18:00 - 18:30 ※1967年に放送[83]
- 山形放送：月曜 - 木曜 17:00 - 17:30 ※1970年に放送[84]
- 東北放送：日曜 19:00 - 19:30[85]
- 福島テレビ：日曜 19:00 - 19:30[85]
- 新潟放送：日曜 19:00 - 19:30[86]
- 北日本放送：土曜 17:30 - 18:00 ※1967年に放送[87]
- 北陸放送：日曜 19:00 - 19:30[86]
- 福井放送：木曜 18:00 - 18:30 ※1967年に放送[88]
- 中部日本放送（現・CBCテレビ）：日曜 19:00 - 19:30[89]
- 朝日放送：日曜 19:00 - 19:30[90]
- RKB毎日放送：日曜 19:00 - 19:30[91]

## 後年の放送・配信
※ 泉麻人のウルトラ倶楽部・ウルトラQ倶楽部については、それぞれの項を参照のこと。
過去にウルトラチャンネルで会員無料および有料配信されていた。2010年4月9日15時よりShowTimeにて全28話が有料アーカイブ配信開始（第1話は会員無料）。
1979年8月にフジテレビにて早朝帯での再放送が行われた。当時はウルトラシリーズの再放送自体は頻繁に行われていたものの、カラー放送の普及によりモノクロ番組の再放送は難しいと言われており、SFブームやリバイバルブームによるアニメ・特撮ファンの増加が影響しているものとみられる。
1990年ごろにNHK衛星第2（当時）で放送されたほか、2003年にはファミリー劇場でCS初放送された。
2011年6月27日からWOWOWで、前述したカラー化の前提として再度実施されたハイビジョンリマスター版（モノクロ）が放送され、視聴者投票によって選ばれた第3話「宇宙からの贈りもの」は総天然色で放送された。また、2013年5月3日 - 5月6日には総天然色リマスター版の全話が放送された。この映像は35mmのポジフィルムをハイビジョン画質でテレシネ後に着色しリマスター作業を行ったものである。
2015年1月4日（1月5日未明） - 7月12日（7月13日未明）にはTOKYO MXにてハイビジョンリマスター版（モノクロ）全話が放送された。
2016年4月2日（4月3日未明）- 10月22日（10月23日未明）にはKBS京都にて総天然色リマスター版が地上波初放送された。ただし、第4話と第8話は熊本地震に配慮して放送を延期したため、放送順は第1話 - 第3話 → 第5話 - 第7話 → 第9話 - 第14話 → 第4話 → 第8話 → 第15話 - となっている。
2018年12月2日からはNHK BS4Kで35mmフィルム原版からの4Kリマスター版（モノクロ・HDR）が放送された。NHKの4Kリマスター版は2021年3月29日から10月4日までBSプレミアムで、2025年2月3日から2月6日までBS8Kで、同年4月4日から7月4日までBSプレミアム4Kでも再放送された。字幕放送実施。
2019年11月の東京国際映画祭において、新たに35mmのネガフィルムから1コマずつスキャンした4Kリマスター版が上映された。高精細になったことであえて見せなかった部分が視認できる問題があるため、演出の意図を汲んだ編集が行われている。

## 主題歌

### オープニングテーマ曲
本作品のテーマ曲は、劇中で使用されたヴァージョンだけで3種類が存在する。まず制作Aブロックの「マンモスフラワー」「変身」には、M-2編集済（初回放映当時に発売されたソノシートに収録されたテーマ曲はすべてこのヴァージョン）が使われた。続くBブロックの「あけてくれ!」「宇宙からの贈りもの」では、M-2編集済が中間部最初の二小節を繰り返さないように短縮された形で使用されている。制作Aブロックだったにもかかわらず、「悪魔ッ子」だけM-2編集済が使われずに、制作Cブロック以降のヴァージョン（M-2T2）が選曲されているのは、後にタイトル部分の撮り直しを行ったためだという。全28話中、このM-2T2は実に22話分で使われた最も馴染みの深いテイクである。現存するマスターテープのリストには、本編で使われたテーマ曲とは別に使われなかったテーマ曲（M-2T1）、テーマ曲をアレンジしたもの（M-3、M-3B）、テーマ曲の編集用素材（M-2B1、M-2B2、M-2B2T2）など6つのパターンが収録されている。また、「育てよ! カメ」「カネゴンの繭」の両話は子役が主役のストーリー設定のため、それぞれの作品で別にテーマ曲が作曲されている。なお『ウルトラマン』第21話「噴煙突破せよ」でケムラーの出現場面に本作品のテーマ曲が途中からではあるが使われている。
本作品のテーマ曲をカヴァーしたアーティストにUNITED（1992年発売のミニアルバム『Beast Dominates'92』収録）、MAD3（1996年発売のアルバム『Jack the Violence』収録）、アニメタル（1998年発売のアルバム『アニメタル・マラソンIII 〜円谷プロ編〜』収録）LOW IQ 01（2006年発売のトリビュートアルバム『ROCK THE ULTRAMAN』、または2010年発売のアルバム『MASTERPIECE MUSIC MAKES LOW IQ 01』収録）、押尾コータロー（2012年発売のライブDVD『10th Anniversary LIVE』収録）がいる。

### 作中未使用楽曲
「大怪獣の歌」
作詞 - 東京一 / 作曲 - 宮内國郎 / 歌 - みすず児童合唱団
「ウルトラマーチ」
作詞 - 東京一 / 作曲 - 宮内國郎 / 歌 - みすず児童合唱団
放映開始後の爆発的な番組のヒットに伴い、急遽作成された商品のひとつで、2曲とも作中では使用されていない。各社にわたってリリースされ、ソノシート形式でのものも多い。3月以降に相次いで行われた展示イベント、アトラクションショーなどの場内音楽で大いに活用された。

### 劇伴音楽
本作品のBGMは総数300曲近い厖大な曲数に及んでいる。汎用楽曲として、Mナンバーを冠する曲が各エピソード用に作曲され、随時録音されている。東宝特撮映画『ガス人間第一号』（音楽担当は宮内國郎）に使われたBGMが流用され、怪獣出現シーンやクライマックスなど重要なポイントで多用されているが、これらの曲を除いて新規に作曲されたオリジナル曲は251曲も存在する（未使用曲、NG曲を含む）。「ウルトラQ」のロゴが回転する有名なオープニングタイトルのバックに流れるBGM（M-1T2）は、特殊楽器が専門で奏者でもある渡邊淳が持参したウッドブロック、キハーダ、胡弓、玩具類などを中心に使って演奏されている。本作品のBGMはその後、『ウルトラマン』や『快獣ブースカ』『トリプルファイター』に流用されている。

## 視聴率
- 初回視聴率：32.2%
  - 裏番組の『W3』（フジテレビ）はそれまで平均視聴率23%だったが、本作品の放送開始と共に6.9%まで急落した。「『W3』の原作者手塚治虫の息子の手塚眞までもが『ウルトラQ』を見ていた」という逸話が残っている[100][101]。また、円谷英二の息子でフジテレビに所属していた円谷皐は、『ウルトラQ』が始まり、W3の視聴率が急落したことに複雑な気持ちだったと述懐している。
- 平均視聴率：32.4%
- 最高視聴率：36.8%（1966年3月13日放送、1966年4月3日放送）
- 最低視聴率：26.9%（1966年5月29日放送）

視聴率はニールセン調べ、東京地区。
ビデオリサーチ調べ、関東地区の最高視聴率は1966年3月27日放送の39.2%。

## 映像ソフト化
VHS
1983年から1984年にかけて、東映芸能ビデオ→東映ビデオより発売。全10巻で1-5巻および10巻は各巻2話、6-9巻は各巻4話収録（順不同）。
LD
初盤LDは1985年から1987年にかけて、ネットワークフロンティア事業部より発売。海外版「宇宙（火星）からの贈りもの」は6編に再編集され、2巻以降に特典映像として収録されることになった。
MEMORIAL BOXとして1993年にバンダイビジュアルより発売。テロップの入った放映用16ミリフィルムがすべて見つかったことによりテロップ入りをメインに再リリースしたボックスセット。32ページ豪華オリジナル解説書を封入。海外パイロット版「宇宙からの贈りもの」は1から4までのディスクの両サイド巻末に2編ずつ、特典映像として収録。
DVD
デジタルウルトラシリーズとして、2001年6月25日 - 同年11月25日に当時のパナソニックグループであったパナソニック デジタルネットワークサーブより発売。全7巻で各巻4話収録。
ウルトラ1800シリーズとして、2008年12月19日 - 2009年1月23日に廉価版DVDがバンダイビジュアルより発売。映像は既発売デジタルシリーズと同仕様。初回特典として各巻に1枚、なつかしの怪獣ブロマイドを封入。当時の5円引きをイメージさせる紙袋入り。
“ 総天然色ウルトラQ ”として、2011年8月26日に第1話から第14話を収録した“ DVD-BOX I ”が、2012年1月27日に第15話から第28話を収録した“ DVD-BOX II ”がいずれもバンダイビジュアルより発売。
なお、このシリーズは#カラー化の項でも述べた通り、米企業であるレジェンド3Dとの共同作業により制作されたフルカラー版と、モノクロ版（映像は既発売デジタルシリーズと同仕様）が共に収録された。
2016年創刊の『円谷プロ特撮ドラマDVDコレクション』の創刊号 - 第14号に収録。各巻2話ずつ、モノクロ版・モノラル音声での収録となっている。
Blu-ray DISC
“ 総天然色ウルトラQ ”として、先述したDVD版と同日に発売。内容もDVD版と同様だが、画質はBlu-rayの特性に基づきHDクオリティとなる（モノクロ版も新規HDリマスター仕様）。
2013年6月21日にカラー&モノクロを同時収録した単品が毎月2巻ずつリリースされた。
4K UHD
2019年11月20日には、4K UHD BOXが発売された。

## 未使用シナリオ
括弧内は脚本家と予定監督、予定特撮監督括弧のない物は脚本家、監督、特技監督不明。
「UNBALANCE」の企画書に添付されたサンプルストーリー
- 幽霊自動車（原案：半村良、金城哲夫、脚本：木村武、予定監督：円谷一、予定特技監督：川上景司）
準備稿が印刷され、当初は「あけてくれ！」との同時撮影が予定されていたものの、風変わりなホラーテイストの強い内容からTBS的に問題視されて制作が後回しに[57]。その後、ロケハンに入っていたものの、TBSのプロデューサーが怪獣路線への変更を指示したために完全に制作中止となった[63]。同時期、やはり怪獣の登場しない「206便消滅す」も一旦制作が見送られたが、後に怪獣の登場部分が書き加えられた[56][57]。
- 突然変異
- 霊界放送局（大伴昌司）
- 女王蜂の恐怖（金城哲夫）
- 魔の一夜（金城哲夫）
- 宇宙新婚旅行（金城哲夫）
- マグマ（福島正実）
- 宇宙バクテリア（福島正実）
- 魔のグランプリ（光瀬龍）

第1クール制作中に準備されたストーリー
- 怪しき隣人（北沢杏子）
- 豪華船SOS（山田正弘）
- タローの絵本（脚本：山田正弘、予定監督：中川晴之助、予定特技監督：川上景司）
改稿時期が不明確なウルトラQ版「206便消滅す」を除けば、ウルトラQ表記の最初の台本である。車椅子の少年・太郎がいつも読んでいる「浦島太郎」の絵本から亀が抜け出し、彼を誘拐したギャングを懲らしめる。「空想癖のある少年」「大亀の登場」という二つの要素のみ、同じ脚本家・監督による「育てよ！カメ」に受け継がれた。

第2クール制作前に作られたサンプルストーリー（原案）
- 河童襲来 - プロット集では削除
- 甲虫EX号を撃滅せよ
- スペースマーチ - プロット集では削除
- 羅生門の鬼 - プロット集では削除
- 海から来た友達
- エイ旋風東京を襲う
- ゲロンガ出現す
- 宇宙細菌作戦
- ヒトデーの夜と霧
- クラプトン襲来す

プロット集「ウルトラQ テーマの部分」に掲載された作品
- 地震源ナマラー
- クラゲモンの襲来（上原正三）
準備稿「Oil SOS」「東京SOS」（決定稿で「Oil SOS」に戻る）が作成されるが未制作。
- ケムラーの逆襲（山浦弘靖）
『ウルトラマン』に「ケムラー」という同名怪獣が存在する。
- ゴロー対スペースモンスター（金城哲夫）
第2話「五郎とゴロー」の続編になる予定だった作品。
- ゲロンガ対山椒ラウス
『ウルトラマンマックス』の2006年1月14日放送分（第29話）の回想場面で、40年前のテレビ番組『UNBALANCE』の撮影場面に登場。脚本名に「山椒ラウスの逆襲」が使われ、実際の怪獣として牛鬼怪獣ゲロンガが登場。ウルトラマンマックスの登場怪獣#牛鬼怪獣 ゲロンガも参照。
- 奇怪島探検
- さまよえる蠍
- ミミモンズ撃滅作戦
- M87星雲より!
中性子怪獣ミクラーの出身地の「M87星雲」はウルトラ戦士の故郷M78星雲の原型になり、ゾフィーの「M87光線」や『ウルトラマンA』第14話で北斗星司の「M87星雲」というセリフはこの名残である。
- 蝶になった少女

第2クール制作中に準備された作品
- ガラダマの谷（脚本：金城哲夫、予定監督：円谷一、予定特技監督：的場徹）
この題名で準備稿と決定稿が印刷された。一平が主役であり、隕石に乗って宇宙を放浪する多角獣が登場する。これを大幅に改稿して「ガラダマ」が制作された。
- oil S・O・S（脚本：上原正三、予定監督：円谷一、予定特技監督：的場徹）

1965年5月11日から17日にかけて本編の撮影が予定されていたが、ロケ先からのクレームで制作中止となった。怪獣クラプトンの操演モデルはボスタングに流用。
『ウルトラマン』第13話「オイルSOS」に台詞の一部がフジ隊員のものに流用されている。ストーリー自体は別物であるが、同話を担当した金城哲夫が同名のタイトルを用いた理由は明らかになっていない
- 火星のバラ（脚本：金城哲夫、予定監督：野長瀬三摩地、予定特技監督：的場徹）

1965年9月から10月にかけて制作予定だったが、予算などの問題で未制作となった。「TBSコミックス/梅田プロデュースセンター刊」1月増刊号に鬼童譲二のまんがとして掲載。2013年1月11日にWOWOWで放送された「ノンフィクションW 円谷英二からの贈りもの」にてオリジナルキャストにより音声ドラマ化された。
- キリがない（脚本：万福寺百合、予定監督：中川晴之助、予定特技監督：的場徹）

「カネゴンの繭」と同時進行で制作する予定で準備稿と決定稿が印刷され、それに合わせて劇伴の追加録音も行われたが予算などの問題で1965年9月6日に未制作となった。同エピソードに登場するのは、白いマシュマロのような生物（名前不詳）でカイメンのような怪獣だった。
- 化石の城（脚本：上原正三、予定監督：野長瀬三摩地、予定特技監督：的場徹）

空想癖のある少女・タミを中心にストーリーが展開。巨大なアーム貝が登場する。その後、少女の名前と貝獣だけを引き継ぎ、全く別のストーリー「ゴーガの像」に改稿、映像化された他、『快獣ブースカ』第38話「海が呼んでいる」の元になった。
第2クール、幻の怪獣対決シリーズ
- 怪獣同士のトーナメント戦による戦いが予定され、タイトルが判明しているもの以外にもペギラおよびトドラ、未制作のクラプトンも候補に挙がっていた。
- パゴス対ギョオ（魚型怪獣、ピーターも候補）
- ゴロー対スペースモンスター（ガラモン）、
- 東京大津波（パゴス対ケムール人対ガラモン）

その他の未制作作品
- バクたる（万福寺百合）

このストーリーをベースにしたのが、『ウルトラマンティガ』の1997年6月7日放送分（第40話）である。
ストーリー展開は『ウルトラマン』の第15話「恐怖の宇宙線」の元になった。

## 関連番組
- 1965年12月25日に放送前特番『ウルトラQは怪獣の世界』が16:00 - 16:15まで15分枠で放送。進行役は漫才コンビの晴乃チック・タック。構成は金城哲夫[107]。
- 1966年5月5日にTBSで『ウルトラQ大会』を放送。第1話、第5話を再放送。
- 1966年6月2日に本作品の放送期間中『現代の主役 ウルトラQのおやじ』が22:30 - 23:00まで30分枠で放送。脚本と監督は実相寺昭雄[108][107]。
- 2011年のWOWOWでのハイビジョンリマスター版放送時に新作ミニドラマ『Q-異次元への扉』が付随して放送された。「総天然色ウルトラQ プレミアムBlu-ray BOX II」に収録されている。

## 映画
- 1990年4月14日『ウルトラQ ザ・ムービー 星の伝説』公開第3週より「五郎とゴロー」、「1/8計画」が併映された。
- 2013年11月9日から2014年2月9日までの『ネオ・ウルトラQ』劇場公開の際、総天然色版第1話、第20話、第19話、第15話が併映された。

## 漫画
- 月刊少年ブック（集英社）
  - 鳥を見た 1966年春休み増刊号 中城健太郎
  - ガラモンの逆襲 1966年5月号 川崎のぼる
  - 2020年の挑戦 1966年6月号 中城健太郎
  - 燃えろ栄光 1966年7月号付録 中城健太郎
  - SOS富士山 1966年夏休み増刊号別冊付録 森ひろし
  - ペギラが来た! 1966年8月号 中城健太郎
  - ペギラ対ゴルゴス 1967年3月号別冊付録 古城武司
  - 大ガラモンの恐怖 1967年4月号別冊付録 古城武司
  - パゴスの虹 1967年5月号別冊付録 古城武司
  - ゴメスの怒り 1967年6月号別冊付録 古城武司
  - 全怪獣大決戦・怪獣列島 1967年8月号別冊付録 旭丘光志
- 少年ブック・コミックス ウルトラQ（集英社）
  - ゴメスを倒せ! 1966年6月号 中城健太郎
  - 五郎とゴロー 1966年6月号 中城健太郎
  - 206便消滅す 1966年7月号 中城健太郎
  - 南海の怒り 1966年7月号 中城健太郎
  - クモ男爵 1966年8月号 中城健太郎
  - ガラダマ 1966年8月号 中城健太郎
- 小学五年生（小学館）
  - 海底原人ラゴン 1966年6月号別冊付録 江波譲二
  - ゴメスをたおせ! 1966年7月号 江波譲二
  - あまいみつの恐怖 1966年8月号 江波譲二
- 小学館ブック（小学館）
  - ゴーガの像 1966年7月創刊号 渡辺正美
- ぼくら（講談社）
  - 3大怪獣の大決闘 1967年10月号付録 井上英沖
- TBSコミックス
  - カネゴンのまゆ 1967年11月号 鬼童譲二
  - 地底怪獣パゴス 1967年12月号 鬼童譲二
  - 育てよカメ 1968年新年号 鬼童譲二
  - 火星のバラ 1968年1月増刊号 鬼童譲二
  - 206便消滅す/トドラ登場! 1968年2月号 鬼童譲二
- Newtype THE LIVE特撮ニュータイプ（角川書店）
  - ペギラが来た! （2002年）No.004 藤原カムイ
  - 2020年の挑戦 （2003年）No.005 藤原カムイ
  - 地底超特急西へ 2003年5月号 藤原カムイ
  - バルンガ    2003年7月号 藤原カムイ
  - 悪魔ッ子    2003年9月号 藤原カムイ
  - ガラダマ    2003年11月号 藤原カムイ
    - 「ウルトラQ―Unbalance zone」藤原カムイ 角川コミックス・エース・エクストラ（角川書店）収録

## 小説
ウルトラQ（絵物語）
文：真樹日佐夫（第1回 - 第13回）、豊田有恒（第14回 - 第17回） イラスト：南村喬之
講談社の漫画雑誌『ぼくら』1965年3月号から1966年7月号に絵物語が連載された。
後半を担当した豊田はシナリオを基に執筆していたが、編集部から好きにやってよいと言われていたため結末を独自に変更している回がある。しかし実際の放送を見た読者から結末が違うことに対し苦情が来たという。
書籍『「少年マガジン」「ぼくら」「たのしい幼稚園」オリジナル復刻版 ウルトラQ画報』（2017年3月30日発売 講談社 ISBN 978-4063650136）に当時連載された全話が収録されている。

## スペシャルムービー
『総天然色ウルトラQ』Blu-ray&DVD発売記念企画としてYouTubeウルトラチャンネルで配信の動画企画。ウルトラQ怪獣が色々な企画にチャレンジするというもの。
| 話数  | サブタイトル                                              | 登場怪獣        | 配信日        |
| ----- | --------------------------------------------------------- | --------------- | ------------- |
| 第1弾 | 全力ケムール坂 「No.2020 大蔵四丁目の坂」                 | ケムール人      | 2011年8月23日 |
| 第2弾 | ウルトラQファイト 「乱暴 怒りのガラモン」                 | ゴメス ガラモン | 8月24日       |
| 第3弾 | ぶ・ら・りカネゴンの旅 「祖師ヶ谷大蔵ウルトラマン商店街」 | カネゴン        | 8月25日       |

## 関連作品
- ウルトラQ ザ・ムービー 星の伝説
- ウルトラQ倶楽部
- ウルトラQ dark fantasy
本作品のリメイク作品。
- ウルトラQ怪獣伝説 万城目淳の告白
- ネオ・ウルトラQ
本作品のセカンドシーズンで、直接的な続編。
- ウルトラマン
本作品に登場したラゴンとケムール人が登場。実現はしなかったものの、企画段階の『レッドマン』の時点ではペギラ、9話ではパゴス、25話ではゴルゴスの登場が予定されていた。また同作品に登場する怪獣は、本作品の怪獣を改造したものも多い。
- ウルトラセブン
本作品に登場した「チルソナイト」が用語としてのみ登場。また実現はしなかったもののペギラ、パゴス、ゴルゴス、トドラ（ペギラとパゴスは二回）の登場が検討されていた。
- レッドマン
本作品に登場したペギラ、ガラモン、カネゴンが登場。
- ウルトラマンティガ
同作品の49話は、主人公マドカ・ダイゴが「本作品が制作されていた1965年にタイムスリップしてきた」という形で物語が構成されている。
- ウルトラマンコスモス
実現はしなかったものの、脚本を手がけた武上純希によると本作品に登場したガラモン、カネゴン、バルンガが登場する怪獣の候補に挙がっていたという。
- ウルトラマンネオス
同作品において怪獣の出現の原因とされる「アンバランス現象」は、本作品の企画時のタイトルである「アンバランス」に由来している。
- ウルトラマンマックス
本作品の撮影当時（1964年）の舞台、それに「UNBALANCE」の企画時のタイトルが登場している。また佐原健二と西條康彦の名をもじったふたりが登場しており、本作品をオマージュしたシーンも盛り込まれている。
- ウルトラマンメビウス
怪獣墓場に漂う怪獣としてペギラが登場した他、直接は登場しないがナメゴンと「ガラモンに破壊された熊谷ダム」が用語としてのみ登場。また同作品中に登場するアーカイブスドキュメントでは、本作品に登場した怪獣を「ウルトラマン」の科学特捜隊発足以前に登場したとして、「アウト・オブ・ドキュメント」に記録されたことになっている。
- 大決戦!超ウルトラ8兄弟
ナレーションに本作品の石坂浩二、登場人物にショッピングモールの老人役で西條康彦、佐原健二が万城目淳役で登場。また企画時はペギラの登場が検討されていた。
- ウルトラギャラクシー大怪獣バトル
本作品に登場したリトラ、ゴメス、ペギラ、ジュラン、キール星人が登場。
- 大怪獣バトル ウルトラ銀河伝説 THE MOVIE
本作品に登場したゴメスとリトラが登場した他、ラストに登場する百体怪獣ベリュドラを構成する怪獣の中に、本作品に登場した怪獣の数体と、前述の未使用シナリオ「oil S・O・S」に登場予定だったオイル怪獣クラプトンが含まれている。また当初の案ではカネゴンも出演予定だった。
- ウルトラマンZ
同作品の18話は本作品の19話の続編的内容となっており、本作品で起きたのと同じと思われる事件について語られる。
- シン・ウルトラマン
本作品に登場したゴメス、マンモスフラワー、ペギラ、ラルゲユウス、ゴーガ（同作品ではカイゲル）、パゴスが登場するほか、本作品の劇伴音楽であるM-2T2が使用されている。
- 恐怖劇場アンバランス
本作品の企画時のタイトルである「アンバランス」が題名にされている。
- 生物彗星WoO
制作中止となった「WOO」を原案としている。
- 世界最終戦論
人口対策計画「1/8計画」を彷彿とさせる著者の予言が記されている。